# Sérgio Luís Donizetti
Sérgio Luís Donizetti (Campinas, 7 september 1964), ook bekend onder de naam João Paulo, is een voormalig Braziliaans voetballer.

## Braziliaans voetbalelftal
João Paulo speelde een groot deel van de jaren tachtig bij Guarani en ging in 1989 naar het Italiaanse Bari, waar hij tot 1994 speelde. Hierna keerde hij terug naar Brazilië en speelde praktisch elk jaar voor een andere club.
João Paulo debuteerde in 1987 in het Braziliaans nationaal elftal en speelde 17 interlands, waarin hij 4 keer scoorde.